# La bonne épouse
La bonne épouse (em inglês, How to Be a Good Wife, bra:A Boa Esposa) é um filme francês de comédia dramática dirigido por Martin Provost. O filme começa em 1967 na Alsácia, França, em uma escola voltada para o trabalho doméstico, e é estrelado por Juliette Binoche como Paulette Van der Beck, uma dona de casa que inesperadamente assume a liderança da escola após a morte de seu marido.

## Elenco
- Juliette Binoche : Paulette Van der Beck
- Yolande Moreau : Gilberte Van der Beck
- Noémie Lvovsky : Marie-Thérèse
- Edouard Baer : André Grunvald
- François Berléand : Robert Van der Beck
- Marie Zabukovec : Annie Fuchs
- Anamaria Vartolomei : Albane Des-deux-Ponts
- Lily Taieb : Yvette Ziegler
- Pauline Briand : Corinne Schwartz
- Armelle : Christiane Rougemont

## Lançamento
How to Be a Good Wife estreou na França em 11 de março de 2020. Em seu fim de semana de estreia na França, o filme arrecadou um total de $ 1.329.409, tornando-o o filme de maior bilheteria no país naquele fim de semana.
No Brasil, foi lançado pela California Filmes no Festival Varilux de Cinema Francês em 2020. Seu lançamento comercial aconteceu no ano seguinte, em 17 de junho de 2021. Também foi exibido no Telecine no Festival do Rio em 26 de julho de 2021.

## Recepção
No agregador de críticas Rotten Tomatoes, o filme tem uma taxa de aprovação de 67% com base em 9 opiniões da imprensa. Jonathan Romney, do Screen Daily, referiu-se ao filme como "um veículo cômico alegre e bem-intencionado, mas laborioso para Juliette Binoche".